# Euriphene atrovirens
Euriphene atrovirens är en fjärilsart som beskrevs av Paul Mabille 1878. Euriphene atrovirens ingår i släktet Euriphene och familjen praktfjärilar. Inga underarter finns listade i Catalogue of Life.